# Hans Aanrud
Hans Aanrud (ur. 3 września 1863 w gminie Vestre Gausdal, zm. 11 stycznia 1953 w Oslo) – norweski prozaik, autor literatury dziecięcej i chłopskiej tworzący w języku bokmål.
Pochodził z rodziny chłopskiej. W 1882 osiadł w Kristianii, gdzie studiował prawo i filozofię, a w latach 1911–1923 był doradcą Teatru Narodowego. Pisał nowele i opowiadania. Współredagował czasopismo „Tidssignaler”, do którego pisał artykuły na temat funkcji wychowawczej teatru.
Jego twórczość dla dzieci ukazała się w języku polskim w przekładach Rozalii Bernsztajnowej i Janiny Mortkowiczowej.

## Wybrana twórczość
(opracowano na podstawie materiału źródłowego)
- Fortællinger (zbiór opowiadań, 1891)
- Fra Svipop til Venaasen (zbiór opowiadań, 1882)
- En Vinternat og andre Fortællinger (zbiór nowel poetyckich, 1896)
- Storkarr (zbiór opowiadań dla dzieci, 1896)
- Historia o Cesi sierotce (oryg. Sidsel Sidsæaerk, zbiór opowiadań dla dzieci, 1903)
- Smaaf (zbiór opowiadań dla dzieci, 1906)
- Wyprawa do słońca (oryg. Solve Solfeng, zbiór opowiadań dla dzieci, 1910)
- Trylogia komedii satyrycznych:
  - Storken (1885)
  - Høoit til Hest (1901)
  - Hanen (1906)